# 双曲面模型

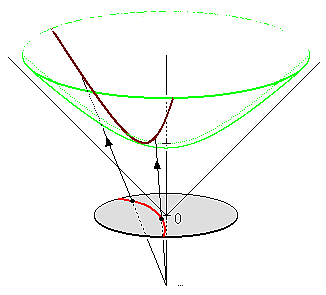
紅色圓孤為庞加莱圆盘模型上的測地線，投影到綠色双曲面模型上的棕色測地線。

在幾何學中，雙曲面模型（hyperboloid model），也稱為閔可夫斯基模型（Minkowski model）或洛倫茲模型（Lorentz model），分別冠以赫爾曼·閔可夫斯基與亨德里克·洛倫茲的名字。是 n-維雙曲幾何的一個模型，其中點由 (n+1)-維閔可夫斯基空間中雙葉雙曲面的向前葉 S+ 中的點表示，而 m-維平面由閔可夫斯基空間中的 (m+1)-維平面與 S+ 的交集表示。雙曲距離函數在這個模型中有一個簡單的表達式。n-維雙曲空間的雙曲面模型與凱萊-克萊因模型密切相關：兩者都是射影模型，它們的等距群是射影群的一個子群。

## 闵可夫斯基二次型
如果 (x0, x1, …, xn) 是 (n+1)-维坐标空间 Rn+1 中一个向量，闵可夫斯基二次型定义为
{\displaystyle Q(x_{0},x_{1},\ldots ,x_{n})=x_{0}^{2}-x_{1}^{2}-\ldots -x_{n}^{2}.}
向量 v∈ Rn+1 使得 Q(v) = 1 构成一个 n-维双曲面 S，由两个连通分支（或说叶）组成：向前或未来叶  S+，其中 x0>0 与向后叶或过去叶 S−，其中 x0<0。n-维双曲面模型中的点是向前叶 S+ 上的点。
闵可夫斯基双线性形式 B 是闵可夫斯基二次型 Q 的极化，
{\displaystyle B(u,v)=(Q(u+v)-Q(u)-Q(v))/2.}
具体地
{\displaystyle B((x_{0},x_{1},\ldots ,x_{n}),(y_{0},y_{1},\ldots ,y_{n}))=x_{0}y_{0}-x_{1}y_{1}-\ldots -x_{n}y_{n}.}
S+ 中两点 u 与 v 的双曲距离由公式
{\displaystyle d(u,v)=\cosh ^{-1}(B(u,v))}
给出。

## 等距
不定正交群 O(1,n)，也称为 (n+1)-维洛伦兹群，是保持闵可夫斯基双线性形式的实 (n+1)×(n+1) 矩阵形成的李群。换种语言说，它是闵可夫斯基空间的线性等距群。特别地，这个群保持双曲面 S。O(1,n) 保持第一个坐标的符号的子群是正时洛伦兹群，记作 O+(1,n)。它的行列式为 1 矩阵的子群 SO+(1,n) 是一个 n(n+1)/2 维连通李群，通过线性自同构作用在 S+ 上且保持双曲距离。这个作用是传递的，向量 (1,0,…,0) 的稳定子由如下形式矩阵组成
{\displaystyle {\begin{pmatrix}1&0&\ldots &0\\0&&&\\\vdots &&A&\\0&&&\\\end{pmatrix}}}
这里 A 属于紧特殊正交群 SO(n)（推广了 n=3 的旋转群）。从而 n-维双曲空间是一个齐性空间以及秩为 1 的黎曼对称空间，
{\displaystyle \mathbb {H} ^{n}=SO^{+}(1,n)/SO(n).}
事实上，群 SO+(1,n) 是 n-维双曲空间保持定向的整个等距群。